# Уфимцев, Сергей Кириллович
Серге́й Кири́ллович Уфи́мцев (1921—1944) — командир отделения 387-го отдельного сапёрного батальона 213-й стрелковой дивизии 7-й гвардейской армии Степного фронта, старший сержант, Герой Советского Союза. Награждён орденом Ленина.

## Биография
Сергей Уфимцев родился в 1921 году в селе Чёрный Ануй (современная Республика Алтай) в крестьянской семье. Русский. Окончил семь классов школы. C 1937 года жил в Алма-Ате, работал разнорабочим в строительных организациях города.
В 1941 году был призван в Красную Армию, в действующей армии — с 1943 года. В ночь на 27 сентября 1943 года командир отделения 387-го отдельного сапёрного батальона (213-я стрелковая дивизия, 7-я гвардейская армия, Степной фронт) старший сержант Сергей Уфимцев сделал на понтоне четыре рейса под огнём противника через Днепр в районе села Днепровокаменка (Днепропетровская область Украины). Будучи назначенным начальником понтона, Сергей Уфимцев руководил переправой личного состава и техники 213-й стрелковой дивизии.
26 октября 1943 года Указом Президиума Верховного Совета СССР Уфимцеву Сергею Кирилловичу было присвоено звание Героя Советского Союза с вручением ордена Ленина и медали «Золотая Звезда» (№ 1485) за образцовое выполнение боевых заданий командования на фронте борьбы с немецко-фашистскими захватчиками и проявленные при этом мужество и героизм. С 1943 года Сергей Уфимцев — член КПСС.
Погиб 14 апреля 1944 года при форсировании Днестра.

## Награды
- Медаль «Золотая Звезда» Героя Советского Союза;
- орден Ленина;
- орден Красной Звезды.